# Большое Воробьёво
Большое Воробьёво — село в Кесовогорском районе Тверской области, входит в состав Елисеевского сельского поселения.

## География
Село находится в 13 км на юго-восток от райцентра, посёлка Кесова Гора.

## История

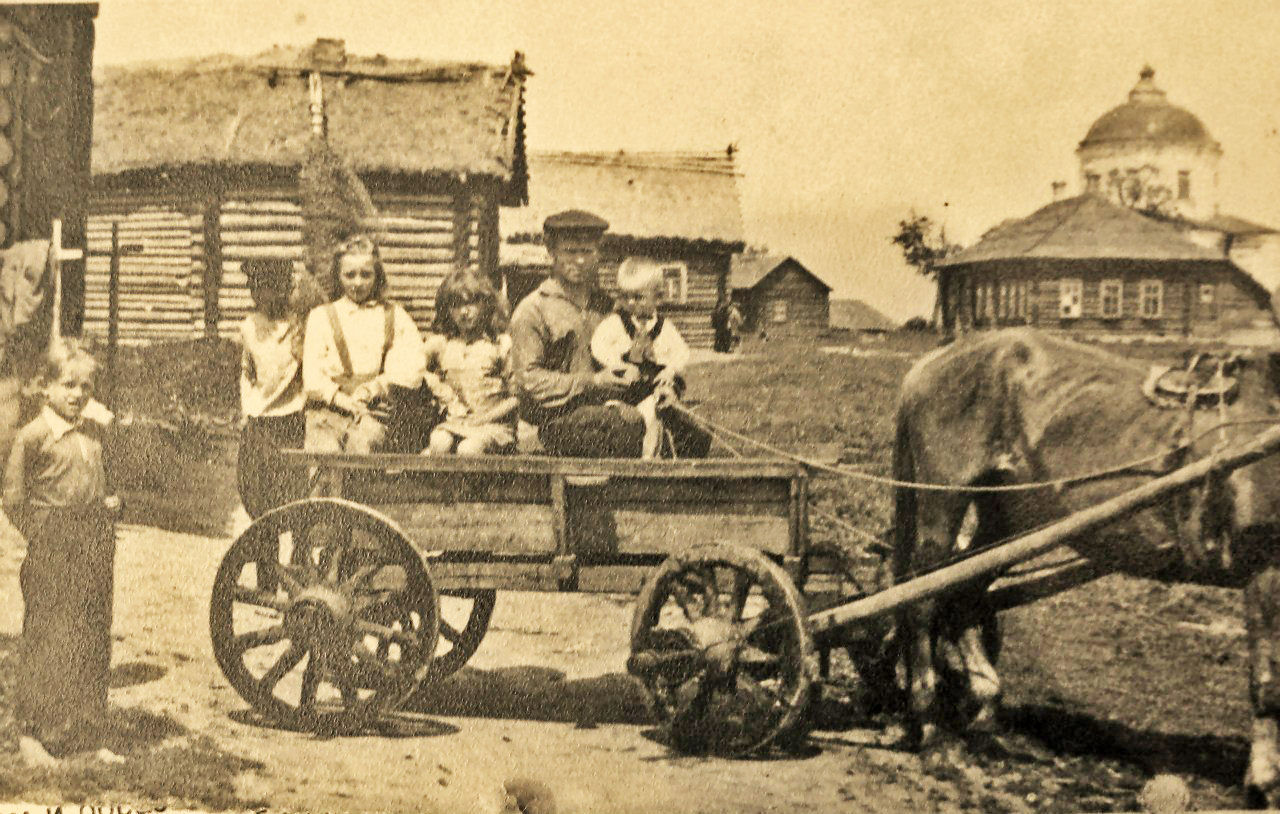
Крестьянская семья на подводе, на фоне — церковь Введения во Храм Пресвятой Богородицы (1946 г.)

В 1823 году в селе Воробьёво была построена каменная Введенская церковь с тремя престолами, метрические книги с 1780 года. 
В конце XIX — начале XX века село входило в состав Ванчуговской волости Кашинского уезда Тверской губернии и располагалось на Бежецком почтовом тракте. В 1859 году в селе было 51 двор.
С 1929 года село являлась центром Воробьевского сельсовета Кесовогорского района Бежецкого округа Московской области, с 1935 года — в составе Калининской области, с 1994 года — в составе Елисеевского сельского округа, с 2005 года — в составе Елисеевского сельского поселения.

## Население
| 1859 | 1889 | 2002 | 2010 |
| ---- | ---- | ---- | ---- |
| 473  | ↗552 | ↘60  | ↘29  |

## Достопримечательности
В селе расположена недействующая Церковь Введения Пресвятой Богородицы во храм (1823 год).